# Zelotibia subsessa
Zelotibia subsessa Nzigidahera & Jocqué, 2009 è un ragno appartenente alla famiglia Gnaphosidae.

## Etimologia
Il nome della specie deriva dall'aggettivo latino subsessus, che significa incavato, depresso, in riferimento al marcato incavo frontale dell'epigino.

## Caratteristiche
L'olotipo femminile rinvenuto ha lunghezza totale è di 5,60mm; la lunghezza del cefalotorace è di 2,00mm; e la larghezza è di 1,60mm.

## Distribuzione
La specie è stata reperita nel Burundi centrale: l'olotipo femminile è stato rinvenuto nel Parc National de la Kibira, nel comprensorio del monte Musumba, appartenente alla provincia di Bubanza.

## Tassonomia
Al 2016 non sono note sottospecie e dal 2005 non sono stati esaminati nuovi esemplari.